# توماس كنولتون
توماس كنولتون (بالإنجليزية: Thomas Knowlton)‏ هو عسكري أمريكي، ولد في 22 نوفمبر 1740 في Boxford, Massachusetts ‏ في الولايات المتحدة، وتوفي في 16 سبتمبر 1776 في Morningside Heights ‏ في الولايات المتحدة.